# Lobocleta muscilineata
Lobocleta muscilineata là một loài bướm đêm trong họ Geometridae.